# Famille de Kergariou
La famille de Kergariou est une famille subsistante de la noblesse française sur preuves de 1340, originaire de Bretagne.
Elle compte parmi ses membres un gouverneur de Morlaix, des officiers supérieurs, un gentilhomme de la maison du roi, un chambellan de Napoléon Ier, des sénateurs, etc.

## Histoire
La famille de Kergariou est originaire de Kergariou en Ploujean dans le Finistère. Le nom de famille procède par conséquent de ce nom de lieu qui dérive lui-même manifestement (Kêr-gariou) du vieux nom de famille Cariou.
Elle est classée dans la noblesse d'extraction chevaleresque. Elle a adhéré à l'ANF en 1947.
Ce patronyme est mentionné dès 1057 et est citée dans nombre de titres des XIIe et XIIIe siècles. Elle a donné Guillaume de Kergariou, chevalier croisé en 1248 (septième croisade).
La filiation prouvée ne débute toutefois qu'avec Roland de Kergariou vivant en 1340. Elle figure dans une montre de la noblesse en 1427 et fut maintenue noble en 1669 lors de la Grande enquête sur la noblesse. La famille de Kergariou a fait preuve de noblesse au cabinet du Saint-Esprit pour obtenir les honneurs de la cour. Elle reçut un titre de comte de l'Empire en 1810 et de baron-pair de France en 1829. Certains de ses membres portent des titres de courtoisie de marquis et vicomtes de Kergariou.

## Seigneuries
La famille de Kergariou a possédé les seigneuries de: Kerahel, Kervolongar, Kermadezan, Kerverault, du Poulglos, de Goubien, de Kergrist, du Chastel, de Coetdillau, de Pascouet, des Fossés, des Planches, de Kerpol, de Portzenparc, de Penemprat, de Kervégan (en Servel), de Cosquer, de Kereven, de Tantalon, de Villeneuve, etc.

## Personnalités
La famille de Kergariou a donné plusieurs militaires (dont de nombreux marins), hommes politiques et artistes dont :
- Guillaume de Kergariou, croisé en 1248. Ses armes sont représentées dans la deuxième salle des Croisades du château de Versailles. (personnage non rattaché à la filiation prouvée)

Filiation prouvée

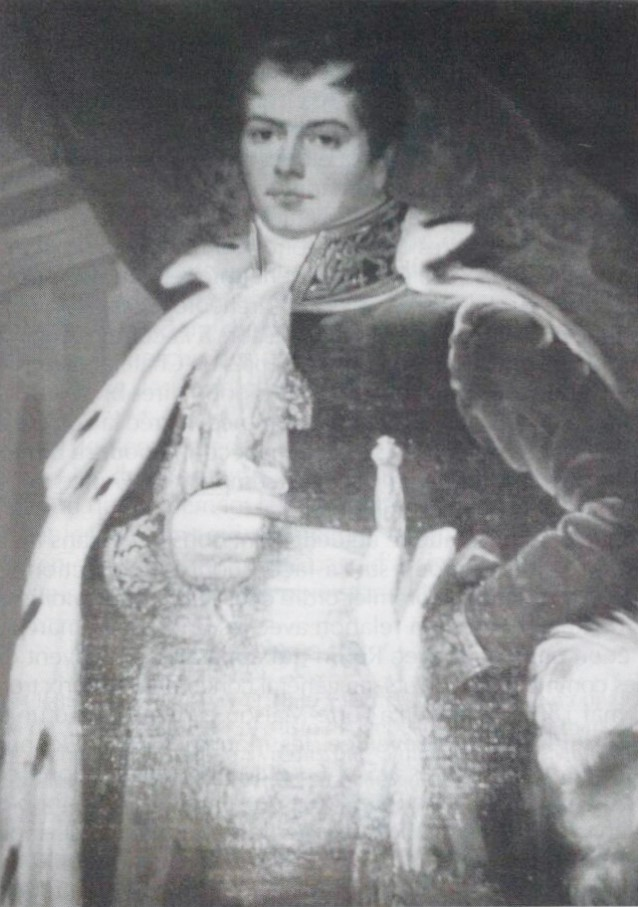
Le comte Joseph-François de Kergariou en uniforme de chambellan d'Empire.

- Jean de Kergariou, né après 1510, décédé le 18 juin 1682 lors du siège de Vitré ; époux de Marguerite Coëtanlem ; sénéchal de Morlaix en 1553.
- Alexandre de Kergariou (fils du précédent), seigneur de Kergariou et de Kerherzou, nommé gouverneur de Morlaix par le roi Henri III le 18 juillet 1586[7] ; il fut gouverneur de cette ville pendant la guerre de la Ligue[8]. Décédé le 6 mai 1592 à Morlaix et inhumé à Ploujean. Mort sans descendance.
- Joseph, dit le comte de Kergariou (marié en 1730), chevalier, seigneur du Coetilliau, capitaine des Garde-côtes.
- François Louis de Kergariou du Cosquer (1725-1794), général et homme politique.
- Pierre-Joseph, dit le marquis de Kergariou de Roscouet (1736-1795), capitaine des vaisseaux du roi, chevalier de Saint-Louis, décédé lors de l'expédition de Quiberon.
- Thibaud René, dit le comte de Kergariou (1739-1795), frère du précédent, capitaine des vaisseaux du roi, chevalier de Saint-Louis, décédé lors de l'expédition de Quiberon.
- Henriette de Kergariou (1770-1822), née au château de Coatilliau, épouse d'Emmanuel de Las Cases.
- Joseph Charles, titré marquis de Kergariou (né en 1772), capitaine de frégate, chevalier de Saint-Louis.
- René Fiacre, dit le comte de Kergariou, chevalier, seigneur de Tantalon, Villeneuve (1734-1785), Kervégan (par. de Servel), conseiller au parlement de Bretagne.
- Joseph François René de Kergariou (1779-1849), fils du précédent, comte d'Empire, chambellan de Napoléon Ier, conseiller d'État, préfet, baron-pair de France, officier de la Légion d'honneur[9].
- Emmanuel Joseph, comte de Kergariou, gentilhomme de la chambre du roi (1806-1862).
- Henri Bertrand, vicomte de Kergariou, sénateur (1807-1878).
- Emmanuel, comte de Kergariou, zouave pontifical, chevalier de Légion d'honneur (1847-1888).
- Henri de Kergariou, sénateur d'Ille-et-Vilaine sous la Troisième République.
- Charles Marie de Kergariou, député.
- Louise de Kergariou, épouse du précédent, fondatrice du sanatorium de Roscoff.
- Edgar de Kergariou, sénateur sous la Troisième République.
- Charles de Kergariou, neveu de Louise de Kergariou, peintre de la Bretagne (1899-1956).
- Gabriel de Kergariou, frère du précédent, résistant à Penzé.
- Caroline de Kergariou , auteur et metteur en scène (1959-2019).

## Armoiries
- Armes : D'argent fretté de gueules ; au franc-canton de pourpre chargé d'une tour d'argent maçonnée de sable.[10]
- Armes figurant aux salles des Croisades : « D'argent fretté de gueules ; au franc-canton de pourpre. »[11]
- Devise : « Là ou ailleurs, Kergariou »[10]

## Alliances
La famille de Kergariou s'est alliée aux familles : du Pontou, Gourmelin (ou de Gourmellon), de Quelen, de Kersulgen, Le Cozic, du Bois, de Kergrist, de Blévin, de Calloet, de Toulcoët, Chauvel, de Fages, de Molien, Macé de La Roche Macé, May de La Villelouais, Debains, Boscal de Réals, de Tredern, de Guermarquer, de Lesguern, Rousseau de La Brosse, de Bouillon, Le Corgne de Launay, Chrestien de Tréveneuc, Picot de Plédran, du Plessis-Mauron de Grénédan, de Bernard de Montebise, Cozin, Le Merdy, Le Boulloc'h, du Chastel…

## Pour approfondir